# هانترسفيل (كارولاينا الشمالية)
هانترسفيل (بالإنجليزية: Huntersville, North Carolina)‏ هي بلدة أمريكية تقع في الولايات المتحدة في مقاطعة مكلينبرغ، كارولاينا الشمالية. يقدر عدد سكانها بـ 46,773 نسمة ومساحتها 80.7 كم2 ووترتفع عن سطح البحر 252 متر.

## التركيبة السكانية
حدّد مكتب تعداد الولايات المتحدة بيانات التركيبة السكانية لهانترسفيل في تعداد الولايات المتحدة. في ما يلي، التركيبة السكانية حسب تعدادي 2000 و2010.

### تعداد عام 2000
بلغ عدد سكان هانترسفيل 24,960 نسمة بحسب تعداد عام 2000، وبلغ عدد الأسر 9,171 أسرة وعدد العائلات 6,864 عائلة مقيمة في البلدة. في حين سجلت الكثافة السكانية 233.4 نسمة لكل كيلومتر مربع (604.5/ميل2). وبلغ عدد الوحدات السكنية 9,859 وحدة بمتوسط كثافة قدره 92.2 لكل كيلومتر مربع (238.8/ميل2).
وتوزع التركيب العرقي للبلدة بنسبة 88.42% من البيض و7.47% من الأمريكيين الأفارقة و0.37% من الأمريكيين الأصليين و1.50% من الأمريكيين ذوي الأصول الآسيوية و0.05% من سكان جزر المحيط الهادئ و1.06% من الأعراق الأخرى و1.13% من عرقين مختلطين أو أكثر و3.88% من الهسبانيون أو اللاتينيون من أي عرق.
بلغ عدد الأسر 9,171 أسرة كانت نسبة 43.6% منها لديها أطفال تحت سن الثامنة عشر تعيش معهم، وبلغت نسبة الأزواج القاطنين مع بعضهم البعض 64.6% من أصل المجموع الكلي للأسر، ونسبة 7.5% من الأسر كان لديها معيلات من الإناث دون وجود شريك، بينما كانت نسبة 2.7% من الأسر لديها معيلون من الذكور دون وجود شريكة وكانت نسبة 25.2% من غير العائلات. تألفت نسبة 19.2% من أصل جميع الأسر من عدة أفراد يعيشون في نفس المنزل ونسبة 3.4% كانت تتألف من شخص يعيش بمفرده يبلغ من العمر 65 عاماً أو أكثر. وبلغ متوسط حجم الأسرة المعيشية 2.67، أما متوسط حجم العائلات فبلغ 3.09.
بلغ العمر الوسطي للسكان 33.0 عاماً. وكانت نسبة 28.2% من القاطنين تحت سن الثامنة عشر، وكانت نسبة 6.2% بين الثامنة عشر والرابعة والعشرين عاماً، ونسبة 40.5% كانت واقعةً في الفئة العمرية ما بين الخامسة والعشرين والرابعة والأربعين عاماً، ونسبة 18.4% كانت ما بين الخامسة والأربعين والرابعة والستين، ونسبة 4.7% كانت ضمن فئة الخامسة والستين عاماً فما فوق. يوجد لكل 100 أنثى 99.0 ذكر، ويوجد لكل 100 أنثى في الثامنة عشر من عمرها فما فوق 98.1 ذكر.
بلغ متوسط دخل الأسرة في البلدة 71,932 دولارًا، أما متوسط دخل العائلة فبلغ 80,821 دولارًا. وكان متوسط دخل الذكور 53,553 دولارًا مقابل 33,877 دولارًا للإناث. وسجل دخل الفرد الخاص بالبلدة 30,256 دولارًا. وكانت نسبة 1.9% من العائلات ونسبة 3.1% من السكان تحت خط الفقر، وكان من هؤلاء نسبة 2.6% تحت سن الثامنة عشر ونسبة 8.6% في الخامسة والستين من العمر وما فوق.

### تعداد عام 2010
بلغ عدد سكان هانترسفيل 46,773 نسمة بحسب تعداد عام 2010، وبلغ عدد الأسر 17,423 أسرة وعدد العائلات 12,546 عائلة مقيمة في البلدة. في حين سجلت الكثافة السكانية 437.3 نسمة لكل كيلومتر مربع (1,132.6/ميل2). وبلغ عدد الوحدات السكنية 18,477 وحدة بمتوسط كثافة قدره 172.7 لكل كيلومتر مربع (447.3/ميل2).
وتوزع التركيب العرقي للبلدة بنسبة 82.80% من البيض و9.42% من الأمريكيين الأفارقة و0.35% من الأمريكيين الأصليين و2.67% من الأمريكيين ذوي الأصول الآسيوية و0.04% من سكان جزر المحيط الهادئ و2.65% من الأعراق الأخرى و2.07% من عرقين مختلطين أو أكثر و7.36% من الهسبانيون أو اللاتينيون من أي عرق.
بلغ عدد الأسر 17,423 أسرة كانت نسبة 42.2% منها لديها أطفال تحت سن الثامنة عشر تعيش معهم، وبلغت نسبة الأزواج القاطنين مع بعضهم البعض 60.2% من أصل المجموع الكلي للأسر، ونسبة 8.6% من الأسر كان لديها معيلات من الإناث دون وجود شريك، بينما كانت نسبة 3.2% من الأسر لديها معيلون من الذكور دون وجود شريكة وكانت نسبة 28% من غير العائلات. تألفت نسبة 21.6% من أصل جميع الأسر من عدة أفراد يعيشون في نفس المنزل ونسبة 3.9% كانت تتألف من شخص يعيش بمفرده يبلغ من العمر 65 عاماً أو أكثر. وبلغ متوسط حجم الأسرة المعيشية 2.67، أما متوسط حجم العائلات فبلغ 3.16.
بلغ العمر الوسطي للسكان 35.2 عاماً. وكانت نسبة 28.9% من القاطنين تحت سن الثامنة عشر، وكانت نسبة 5.8% بين الثامنة عشر والرابعة والعشرين عاماً، ونسبة 34.2% كانت واقعةً في الفئة العمرية ما بين الخامسة والعشرين والرابعة والأربعين عاماً، ونسبة 24.3% كانت ما بين الخامسة والأربعين والرابعة والستين، ونسبة 6.8% كانت ضمن فئة الخامسة والستين عاماً فما فوق. وتوزع التركيب الجنسي للسكان بنسبة 49% ذكور و51% إناث.

## أعلام
- إدي لونغ
- براندين كاري
- هاريسون بورتون
- بين شيلدز
- كريس كول